# Albert Lamorisse
Albert Emmanuel Lamorisse (13. ledna 1922 Paříž – 2. června 1970 Karadž) byl francouzský filmový režisér a scenárista.
Začínal jako fotograf a studoval Institut des hautes études cinématographiques. V roce 1947 natočil na ostrově Džerba svůj první film. Zaměřil se na nekomerční formálně novátorské autorské filmy a založil vlastní produkční společnost Films de Montsouris. Ve svých dílech objevoval svět dětské fantazie a navazoval na poetický realismus a surrealismus. Lamorissovy filmy obsahují minimum dialogů, důraz se klade na vyprávění prostřednictvím obrazů.
Na filmu Bim (1950) o arabském chlapci a jeho oslíkovi Lamorisse spolupracoval s Jacquesem Prévertem. Velký úspěch mu přinesla Bílá hříva (1953), křehký příběh o přátelství dítěte s divokým hřebcem, který byl natočen v kraji Camargue a hudbu k němu složil Maurice Le Roux. Bílá hříva získala cenu pro nejlepší krátký film na festivalu v Cannes a Cenu Jeana Viga. V půlhodinovém filmu Červený balónek (1956) prochází malý chlapec (hrál ho režisérův syn Pascal Lamorisse) pařížskými ulicemi a zažívá různá dobrodružství s nafukovacím balónkem, který se chová jako živá bytost. Lamorisse získal jako první autor krátkometrážního filmu cenu Oscar za nejlepší původní scénář, Červený balónek také obdržel Cenu Louise Delluca a v roce 2005 ho Britský filmový institut zařadil na seznam „Padesát filmů, které musíte vidět, než vám bude čtrnáct“. Podle filmu vznikla obrazová kniha, která vyšla i v češtině. Následovaly celovečerní filmy Let balónem (1960) a Fifi Pírko (1965, Philippe Avron zde hraje cirkusáka, který se naučí létat) a dokumenty Versailles (1967) a Paříž, jak ji neznáte (1969).
Albert Lamorisse vynalezl technologii hélivision, usnadňující natáčení leteckých záběrů, jež často používal ve svých filmech. Je také tvůrcem deskové hry Risk.
Zahynul při pádu vrtulníku do přehrady nedaleko íránského města Karadž, kde natáčel film Vítr zamilovaných, je pochován na křesťanském hřbitově v Teheránu. Film dokončila Lamorissova manželka, měl premiéru v roce 1978 a byl nominován na Oscara za nejlepší dokumentární film.